# My Apocalypse
My Apocalypse ist ein Lied und eine Single der US-amerikanischen Metalband Metallica aus dem Studioalbum Death Magnetic, das 2008 veröffentlicht wurde.

## Hintergrund
Der Song wurde von den vier Bandmitgliedern James Hetfield, Lars Ulrich, Kirk Hammett und Rob Trujillo geschrieben. Produziert wurde er von Rick Rubin. Er ist mit einer Länge von 5:01 Minuten der kürzeste Song auf dem Album.
Am 26. August 2008 konnte der Song erstmals auf Metallicas Website gestreamt werden bzw. von Platinmitgliedern heruntergeladen werden, später auch als digitale Single bei ITunes.
Erstmals spielte die Band den Song live in Birmingham am 25. März 2009 während ihrer World Magnetic Tour. Bassist Rob Trujillo nannte ihn einen "coolen Song". "It was fast; it had the thrash element of the past." Auch der Name des Albums leitet sich vom Songtext von My Apocalypse ab: "Death magnetic, pulling closer still."
Bei den Grammy Awards 2009 gewann der Titel in der Kategorie "Best Metal Performance".
Später wurde live ein neues Intro hinzugefügt. Lars Ulrich sagte: "We've been enjoying playing 'My Apocalypse' out here on the road but felt like it could use something extra. We decided that it needed a cool intro to set the mood so James wrote one."

## Chartplatzierungen
| ChartsChartplatzierungen       | Höchstplatzierung | Wochen |
| ------------------------------ | ----------------- | ------ |
| Österreich (Ö3)                | 56 (1 Wo.)        | 1      |
| Vereinigtes Königreich (OCC)   | 51 (2 Wo.)        | 2      |
| Vereinigte Staaten (Billboard) | 67 (1 Wo.)        | 1      |